# لافا ريكوردز
لافا ريكوردز (بالإنجليزية:Lava Records) هي شركة تسجيلات موسيقية أمريكية تأسست في 1995 من قبل جيسون فلوم. كما تضم عدة فنانين من بينهم جيسي جي، لورد...وغيرهم.

## وصلات خارجية
- الموقع الرسمي
- لافا ريكوردز على قاعدة بيانات ديسكوغز (الإنجليزية)
- لافا ريكوردز على موقع جينيس (الإنجليزية)